# 比洛別里日扎
50°26′8″N 26°0′11″E / 50.43556°N 26.00306°E
比洛別里日扎（烏克蘭語：Білоберіжжя），是烏克蘭的村落，位於該國西北部羅夫諾州，由杜布諾區負責管轄，面積0.38平方公里，海拔高度218米，2001年人口272，人口密度每平方公里715.8人。